# Peperomia cordilimba
Peperomia cordilimba là một loài thực vật thuộc họ Piperaceae. Đây là loài đặc hữu của Ecuador.